# Belarussische Patriotische Partei
Die Belarussische Patriotische Partei (BPP, belarussisch Беларуская патрыятычная партыя Belaruskaja patryjatytschnaja partyja) war eine politische Partei in Belarus. Sie unterstützte das autoritäre Regime von Aljaksandr Lukaschenka.
Am 24. Juli 2023 wurde die Partei vom Obersten Gerichtshof von Belarus liquidiert.

## Geschichte
Die Partei wurde 1994 gegründet und ursprünglich Belarussische Patriotische Bewegung genannt. Im zweiten Wahlgang bei der Parlamentswahl 1995 gewann die Partei einen Sitz. 1996 benannte sich die Partei in Belarussische Patriotische Partei um.
Die Partei nominierte Mikalaj Ulachowitsch als Kandidat bei der Präsidentschaftswahl 2015. Ulachowitsch belegte den vierten Platz in einem Feld von vier Kandidaten mit 1,7 % der Stimmen.

## Wahlergebnisse
| Wahl                           | %     | Mandate |
| ------------------------------ | ----- | ------- |
| Parlamentswahl in Belarus 1995 | 0,5 % | 1       |
| Parlamentswahl in Belarus 2000 |       |         |
| Parlamentswahl in Belarus 2004 |       |         |
| Parlamentswahl in Belarus 2008 |       |         |
| Parlamentswahl in Belarus 2012 |       |         |
| Parlamentswahl in Belarus 2016 | 2,2 % | 3       |
| Parlamentswahl in Belarus 2019 | 1,4 % | 2       |